# Grammatiker
Grammatiker sind im heutigen Sprachgebrauch Wissenschaftler auf dem Gebiet der Grammatik.
Im antiken Griechenland bezeichnete man als Grammatiker zunächst Lehrer der Grammatik, dann seit dem Zeitalter der Alexandriner diejenigen Gelehrten, welche sich mit der Erforschung der Grammata, der Schriftwerke des Altertums, nach ihrem formalen und realen Inhalt, also allen den Studien beschäftigten, die wir heute unter dem Begriff Philologie zusammenfassen. Die erste uns überlieferte griechische Grammatik wurde von Dionysios Thrax, die erste Syntax von Apollonius Dyskolus verfasst. Lange vor diesen Werken (4. Jh. v. Chr.) wurde bereits in Indien eine Grammatik des Sanskrit von Panini verfasst.
In Rom wurden grammatische Studien seit 169 v. Chr. infolge der Anregung des Krates von Mallos betrieben, und es beschäftigten sich bis zum Ende der Republik angesehene Männer, wie Aelius Stilo und Varro, damit.
Soweit die Grammatiker Unterricht erteilten, waren sie, die griechischen wie die römischen, bis in die Kaiserzeit Privatlehrer. In Rom erhielten sie erst seit Kaiser Vespasian (69–79) eine Besoldung vom Staat, wie die Rhetoren.
Der Literatur- bzw. Sprachwissenschaftler und Grammatiker (Grammaticus) Amarantos von Alexandria war ein älterer Zeitgenosse des Philosophen und Arztes Galenos.
Seit der Zeit der Antonine lehrten in allen größeren Städten des römischen Reiches öffentlich angestellte Grammatiker neben Philosophen und Rhetoren, welche teils von den Kommunen, teils vom Kaiser besoldet und überall vom Staat durch Erteilung von Immunitäten begünstigt wurden. Theodosius II. und Valentinianus III. gründeten in Konstantinopel 425 eine Art Akademie (siehe Universität von Konstantinopel), an der zehn lateinische und zehn griechische Grammatiker neben drei lateinischen und fünf griechischen Rhetoren unterrichteten.